# Иван Шопов (революционер)
Иван Дим. Шопов е български революционер, деец на Македонската младежка тайна революционна организация (ММТРО).

## Биография
Роден е в 1904 година в Гевгели. Завършва занаятчийско училище. Включва се в дейността на ММТРО. Сътрудник е на Димитър Гюзелов.
Арестуван е на 29 май 1927 година при сръбските разкритията за организацията. След 6-месечно следствие, съпроводено с жестоки мъчения на арестуваните, той е един от 20-те младежи, изправени пред съда – т. нар. Скопски студентски процес (ноември 1927 година) Получава една от най-тежките присъди – 20 години  строг тъмничен затвор с тежки окови.
По време на освобождението на Вардарска Македония през Втората световна война е кмет на Гевгели от 4 февруари 1944 година до 14 юли 1944 година.